# Jaltepec (Estado de México)
Jaltepec se encuentra ubicada en el Estado de México, en el municipio de Axapusco, dicho municipio colinda con diversas comunidades, tanto del Estado de México como de Hidalgo. Entre los municipios que se encuentran alrededor de Axapusco, municipio al que pertenece esta comunidad están Nopaltepec y Otumba en el Estado de México y de Hidalgo está el municipio de Tepeapulco.

## Datos geográficos
En los datos geográficos de la comunidad de Jaltepec son:
- Latitud       19.729722
- Longitud     -98.634722
- Altitud       2490 m s. n. m.

Fuente: INEGI

## Actividades
Entre sus principales actividades económicas encontramos las actividades primarias, de las cuales la agricultura y ganadería sobresalen especialmente, mencionando que estás actividades se ven beneficiadas por las grandes extensiones territoriales dedicadas a su provecho; no obstante también existen otras actividades que ocupan el quehacer productivo y económico de la comunidad, cómo la producción de bienes y servicios.
El cultivo de maíz, frijol, haba, cebada, entre otros productos constituyen la principal producción agrícola, mientras que el ganado menor ocupa la mayor parte de existencia entre los ganaderos de la comunidad. Así mismo la extracción de recursos forestales y minerales del territorio constituyen un importante ingreso económico de la comunidad. Existe también un laboratorio farmacéutico que produce medicamentos; de igual manera se encuentran diversos talleres de elaboración y reparación de diferentes objetos, muebles, aparatos y vehículos; también diversos establecimientos de elaboración de comida, como lo es la parrilla de olga, restaurante las vías del amor, 

## Origen
El significado de la palabra Jaltepec proviene del náhuatl, de las palabras "xalli" que significa arena, "tépetl" cerro o monte, y "-c", sufijo locativo; su nombre es traducido o interpretado como “cerro de arena”, el cual es coherente con su forma y sus características orográficas, pero la interpretación correcta sería "cerro donde hay arena".
Jaltepec es una comunidad ligada a la riqueza mesoamericana, concretamente con la cultura Teotihuacana, por la cercanía con las ruinas arqueológicas de dicha civilización, lo cual se comprueba y es visible con los constantes hallazgos de material arqueológico, como son ídolos o figurillas, utensilios entre otras cosas. Es por eso que Jaltepec pertenece al selecto grupo de comunidades que integran el Valle de Teotihuacán.

## Gobierno
La organización gubernamental de la comunidad de Jaltepec, éstos están supeditados a un ayuntamiento, es decir que se deben regir por las normativas del presidente municipal, el delegado en un primer momento según es la autoridad encargada de llevar solución a las distintas problemáticas que se llegasen a presentar, pero en problemáticas de seguridad de mayor magnitud o cuestiones de emergencias la autoridad competente para actuar ante dichas cuestiones.
Dentro del ayuntamiento ésta es la jerarquización y comisiones asignadas para poder trabajar en el ayuntamiento de Axapusco, a la cual pertenece la comunidad de Jaltepec.
| comisión                                               | Responsable          |
| ------------------------------------------------------ | -------------------- |
| Gobernación, Seguridad Pública y Desarrollo Económico. | Presidente municipal |
| Normatividad Administrativa                            | Síndico              |
| Gestor social, Personal y Eventos Especiales.          | Primer regidor       |
| Agua Potable.                                          | Segundo regidor      |
| Educación, Cultura y Bienestar Social.                 | Tercer regidor       |
| Desarrollo Urbano y Obras Públicas.                    | Cuarto regidor       |
| Fomento Agropecuario y Forestal.                       | Quinto regidor       |
| Limpia y Alumbrado Público.                            | Sexto regidor        |
| Jardines y Panteones                                   | Séptimo regidor      |
| Turismo y Población                                    | Octavo regidor       |
| Salud                                                  | Noveno regidor       |

Desde su fundación del municipio se han pasado diversos presidentes municipales.
- Fernando Valencia
- Isidro Lira
- Domingo Meneses Ramírez
- Andrés Sánchez
- Rosendo Coronel Barrios
- Fortunato Aguilar Vergara
- Domingo Meneses Ramírez
- Pablo Quintero Gómez
- Alfonso Álvarez Zarco
- José Pastrana Espinoza
- Pablo Coronel Ramírez
- Alfonso Álvarez Zarco
- Anastacio Franco Ramírez
- Benito Pereyra García
- Francisco Orozco Acosta
- Guadalupe Canales Valencia
- René Morales Ramírez
- Salvador Ramírez Coronel
- Felipe Borja Texocotitla. 1
- Mario Antonio R. Coronel Meneses
- Tomás Pérez Aguilar
- Florencio Amayo Pérez
- Julián Cid González
- Felipe Borja Texocotitla. 2
- Florencio Amayo Pérez
- Guilberto Ramírez Ávila
- Felipe Borja Texocotitla (pig)  3
- Noé Martínez Juárez

## Tradiciones
En Jaltepec la riqueza cultural está ampliamente ligada a cuestiones relacionadas con la religión católica, que ejerce como la más arraigada entre sus pobladores. De manera palpable y popular encontramos principalmente las celebraciones en torno al 29 de septiembre de cada año, con motivo de la fiesta patronal de la parroquia dedicada a san Miguel Arcángel, quién dentro del culto cristiano tiene una especial veneración, puesto que es visto como protector de la Iglesia Universal, y así es invocado, cómo en la oración del Papa León XIII. 
Los sincretismos mesoamericanos e hispanos dieron paso a una visión evangelizadora del arcángel, pues además de custodiar contra las asechanzas del demonio, también es invocado para buscar el favor y cuidado a las cosechas. La colocación de una feria popular, que habitualmente dura alrededor de un fin de semana, forma parte de los festejos, que evidencia el ambiente de alegría. Cómo agradecimiento al santo patrono por la intercesión y los favores recibidos, se realizan múltiples ofrendas ornamentales que adornan el templo parroquial, donaciones económicas y en especie;  de igual manera tradicionalmente, se llevan a cabo ofrendas musicales al santo patrono, realizadas por agrupaciones musicales de la comunidad y otras más, contratadas por los organizadores; estos eventos son llamadas entre los habitantes como "serenatas" y se llevan a cabo los fines de semana del mes de septiembre por la tarde noche, y cabe resaltar que estás ofrendas musicales son el marco preparativo a la fiesta.
Los fuegos pirotécnicos dan muestra del ambiente festivo, que se expresa de diferentes formas. Cómo ejemplo de ello tenemos  la danza de los Santiago Moros,  una expresión cultural que representa la lucha del bien y el mal, la evangelización y la lucha histórica de las cruzadas. Estas actividades tienen un fondo religioso y su culmen se realiza con la Misa, la cual se efectúa en diferentes horarios para que la gente realice su acción de gracias.
De igual manera en otra festividad relacionada con San Miguel Arcángel, se lleva a cabo el 8 de mayo, día que dentro de la tradición popular y con sustento antiquísimo en Europa se celebra la aparición del Arcángel Miguel; se debe mencionar que es de carácter religioso y en comparación con la llevada a cabo el 29 de septiembre tiene menos características de folklore, sin embargo también encierra un especial significado, pues da pie al inicio de la siembra de las tierras de cultivo. Precisamente este día también es conmemorativo a la fundación de la Parroquia, en 1984, en aquel momento bajo el gobierno episcopal de la Diócesis de Texcoco, tiempo después con las disposiciones y los nuevos retos y situaciones administrativas el Papa Benedicto XVI erige una nueva Diócesis con sede episcopal en Teotihuacán, y a la cual la parroquia pertenece actualmente.